# Jean Hyacinthe Hocquart de Montfermeil
Jean Hyacinthe Hocquart, seigneur de Montfermeil, et de Coubron, est issu d'une famille champenoise distinguée, ayant fourni des administrateurs (intendants), et qui sut se diversifier, chose rare, à la fois dans la robe, l'épée et la finance. Il obtient par arrêt de la Cour des Aides (6 août 1760) une sentence de maintenue de noblesse pour sa famille depuis 1509.
Il est le second fils de Jean-Hyacinthe (I) Hocquart (1650-1723), qui fut commissaire ordonnateur du port de Brest, secrétaire de Colbert, et fermier général en 1721 (régie de Charles Cordier, 358), jusqu'à sa mort, et de Marie-Françoise Michelet. Ils eurent 14 enfants, d'où vinrent les branches de Montfermeil; Joseph, branche de Coeuilly; et Toussaint, branche de Blincourt et de Turtot, ainsi que Gilles, intendant du Canada.
Jean Hyacinthe (II) Hocquart (1694-1764), devenu de Montfermeil, succéda à son père comme fermier général, de 1723 à 1762. Il fut aussi trésorier de la Marine (1728).
L'inspecteur de police Meusnier, dans ses rapports publiés sous le titre Origines... des fermiers-généraux, en donne un bref portrait (n° XLVI) : « Il a été employé dans les vivres de Flandres & d'Allemagne ; il a été commissaire-général. C'est un fort habile homme pour les fermes. Il a trois frères : un qui est intendant de la marine à Brest, un autre trésorier-général de l'artillerie, & un capitaine de vaisseau. Leur mère étoit la plus digne femme du monde (...) Il vit assez bien avec ses frères ; pour tous les autres, il est haut, dur, ne pensant qu'à lui. Il a marié une de ses filles à M. de Cossé de Brissac. C'est une famille qui donne dans la dévotion. »
Il acquit en 1737 pour 210,000 £ la baronnie et le château de Montfermeil, aujourd'hui disparu, qui avait appartenu au contrôleur général Chamillard, au financier Fargès, et à la famille Bigot ; puis le Petit Château en 1742, la châtellenie de Coubron en 1741 pour 100,000 £, et la châtellenie de Gagny en 1760, achetée 91,800 £ à son beau-frère Gaillard de la Bouexière. Ces terres (sauf Gagny) furent réunies lors de la création du marquisat en 1777 (c'est par erreur que certains auteurs datent le marquisat de 1735).
Sa pierre tombale se trouve en l'église Saint-Pierre-Saint-Paul de Montfermeil.

## Mariage et descendance
Il avait épousé en 1725 Marie-Anne Gaillard de la Bouexière de Gagny (1706-1752), fille aînée de Jean Gaillard, écuyer, conseiller-secrétaire du Roi, fermier général et de son épouse, Catherine Coupard. Tous deux eurent 8 enfants, 5 fils et 3 filles, très bien alliées à de nobles militaires.
- Marie Anne Hocquart (1726-1779), mariée en 1744 avec René Hugues Timoléon de Cossé Brissac, lieutenant général des armées du Roi, commandeur de l'ordre royal et militaire de Saint Louis (1702-1754), dont postérité ;
- Jean-Hyacinthe-Emmanuel Hocquart, seigneur de Gagny (1727-1778) fut conseiller (1747) puis président en la deuxième chambre des requêtes au Parlement de Paris (9 janvier - Woelmont - ou 13 février 1758)[11]. Il ne semble pas avoir été plus fidèle que son frère : « M. Hocquart de Montfermeil vit avec la demoiselle Huss, actrice aux Français, rue Mazarine » (10 janvier 1766) ; en 1772, il vivait avec la demoiselle Beauvoisin[12]. Ayant fait aménager son château de Montfermeil par Ledoux, il fut créé marquis par Louis XVI en décembre 1777, peu avant le mariage de son fils ; malheureusement, il mourut l'année suivante, âgé de 51 ans. il s'était marié (contrat du 17 octobre 1751) avec Louise-Rose Poullard (1735-1769), fille d'un gentilhomme de la grande écurie[13], dont un fils, Jean-Hyacinthe-Louis Hocquart (1752-1798), officier de cavalerie ; le 2 mars 1778, il avait épousé sa cousine, Eugénie Gaillard de Beaumanoir (fille de Jean-Baptiste et de Marie-Eugène Préaudeau[14], aussi d'une famille de fermiers généraux), dont il eut un fils (né en 1779), sans doute mort jeune, et une fille survivante, Adélaïde, marquise de Fougières[15]. Il est mort à Turin, dernier marquis de Montfermeil.
- Thérèse Louise Hocquart (1731-1750), mariée en 1749 avec Pierre Paul d'Ossun, marquis d'Ossun, grand d'Espagne, ambassadeur du Roi de France à Madrid, puis à Naples (1713-1788), dont postérité : leur petite-fille Sophie d'Ossun épouse Louis Joseph Nompar de Caumont, 9e duc de La Force ;
- Jean Hyacinthe Hocquart (1733-1755) ;
- Gilles-Marie, dit Hocquart de Coubron (1735- guillotiné en 1794), hérita de la charge de fermier général de son père et ne l'exerça que deux ans (1762-63). C'est à son propos sans doute (et dans sa jeunesse) que la police note : « Hocquart de Coubron a payé les dettes de la (demoiselle) Grécourt et l'a emmenée dans une de ses terres »[16]. Il épouse Madeleine Eléonore Martinet ;
- Charles François Hyacinthe Hocquart (1739 - ) ;
- Jean Baptiste Marie Hyacinthe Hocquart, gouverneur de Chandernagor (1740-1791), marié avec Anne Sophie Olivier ;
- Jeanne Marie Hocquart, mariée en 1760 avec Anne Pierre de Montesquiou Fezensac (1739-1798), dont postérité.

### Armoiries
Les armoiries sont : « de gueules à trois roses d’argent (posées deux en chef et une en pointe) », qui figurent sur le blason municipal de Montfermeil, et sur le chef de celui de Coubron.